# Villa à la mer
Villa à la mer (Villa am Meer) est un tableau d'Arnold Böcklin.

## Histoire
En voyant le croquis (sans doute celui exposé à la Neue Pinakothek de Munich), Adolf Friedrich von Schack lui passe commande. Schack écrit :
« Quand je visitais Rome en 1864, je trouvai Böcklin dans un grand atelier qu'il louait avec Ludwig von Hagn et Franz von Lenbach, occupé à exécuter un grand paysage pour moi. Celui-ci m'avait enchanté rien qu'en esquisse. Il s'agit d'une villa au bord de la mer. »
Böcklin différencie ses tableaux selon ses accents et ses ambiances. Ainsi il remplace le couple contre le mur dans son esquisse à l'huile par une femme seule, en deuil sur la plage. Böcklin suggère que cette femme inconnue est "sans doute le dernier rejeton d'une vieille famille".
Dans sa première version, il expérimente différents matériaux et techniques. Il couvre la peinture avec de la cire. Il souhaite ainsi une luminosité fondue des couleurs. Schack constate toutefois lors de la réception de l'œuvre des dommages considérables et exige de Böcklin un nouveau tableau fait simplement à l'huile. Cette seconde version est terminée l'année suivante. Ces deux premières versions sont exposées aujourd'hui à la Schackgalerie.
Böcklin créé en tout cinq versions du tableau. Une autre est dans la grande salle consacrée aux symbolistes dans la partie "Art moderne" du Städel (achevée en 1871/74). Une variante de 1877 se trouve à la Neue Staatsgalerie (Stuttgart) et une de 1878 au Kunstmuseum Winterthur.

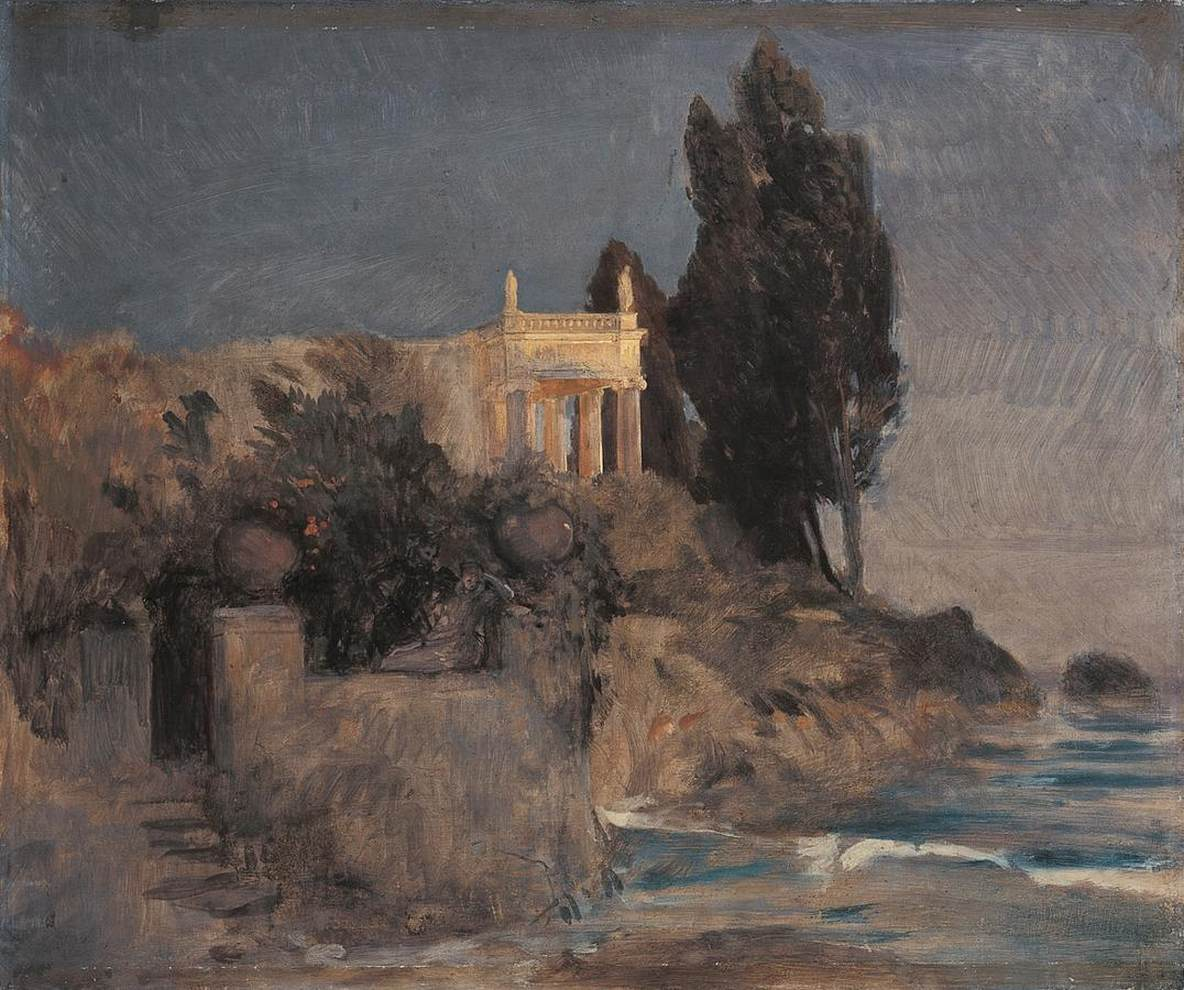
Esquisse à la Neue Pinakothek
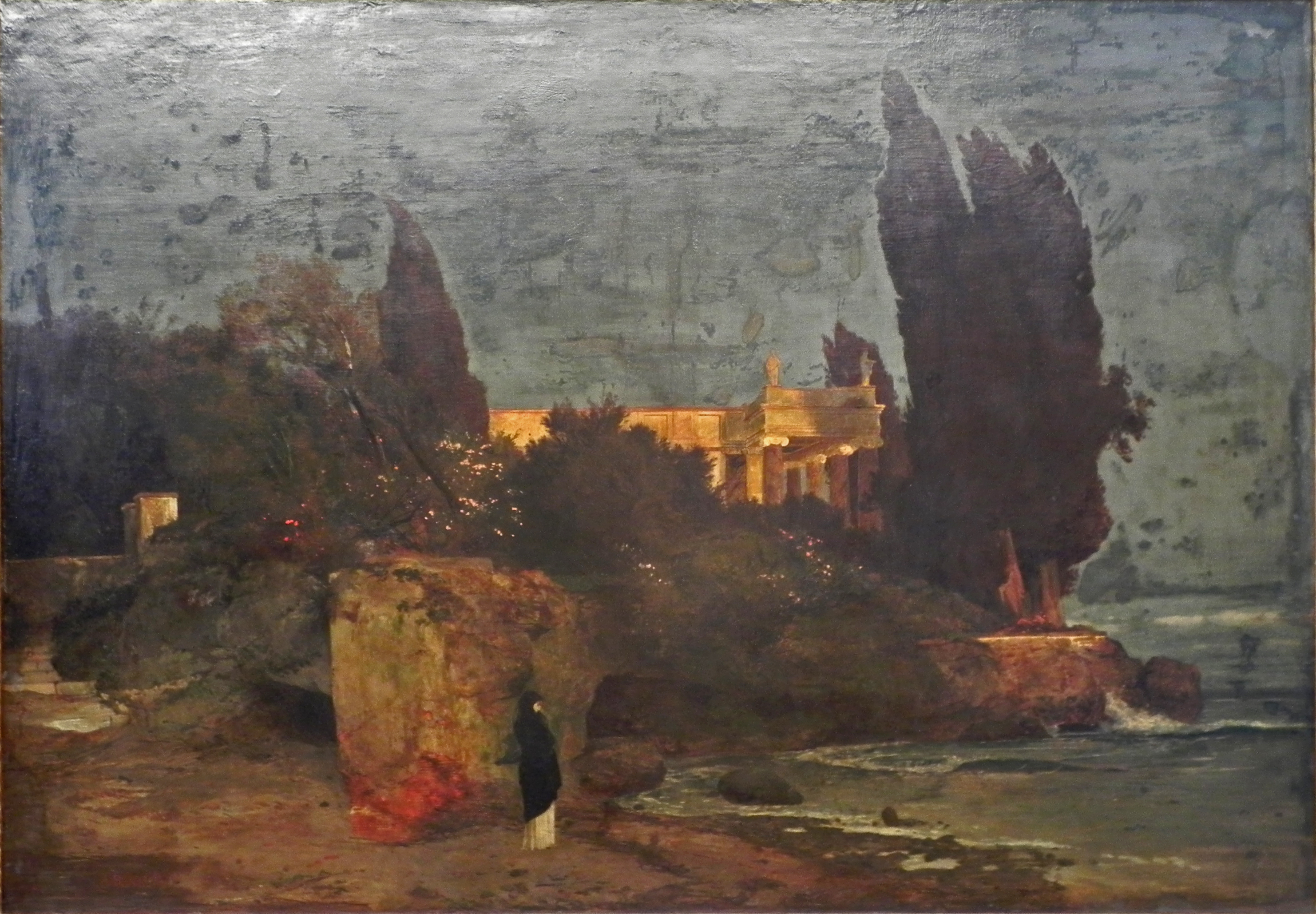
Première version à la Schackgalerie
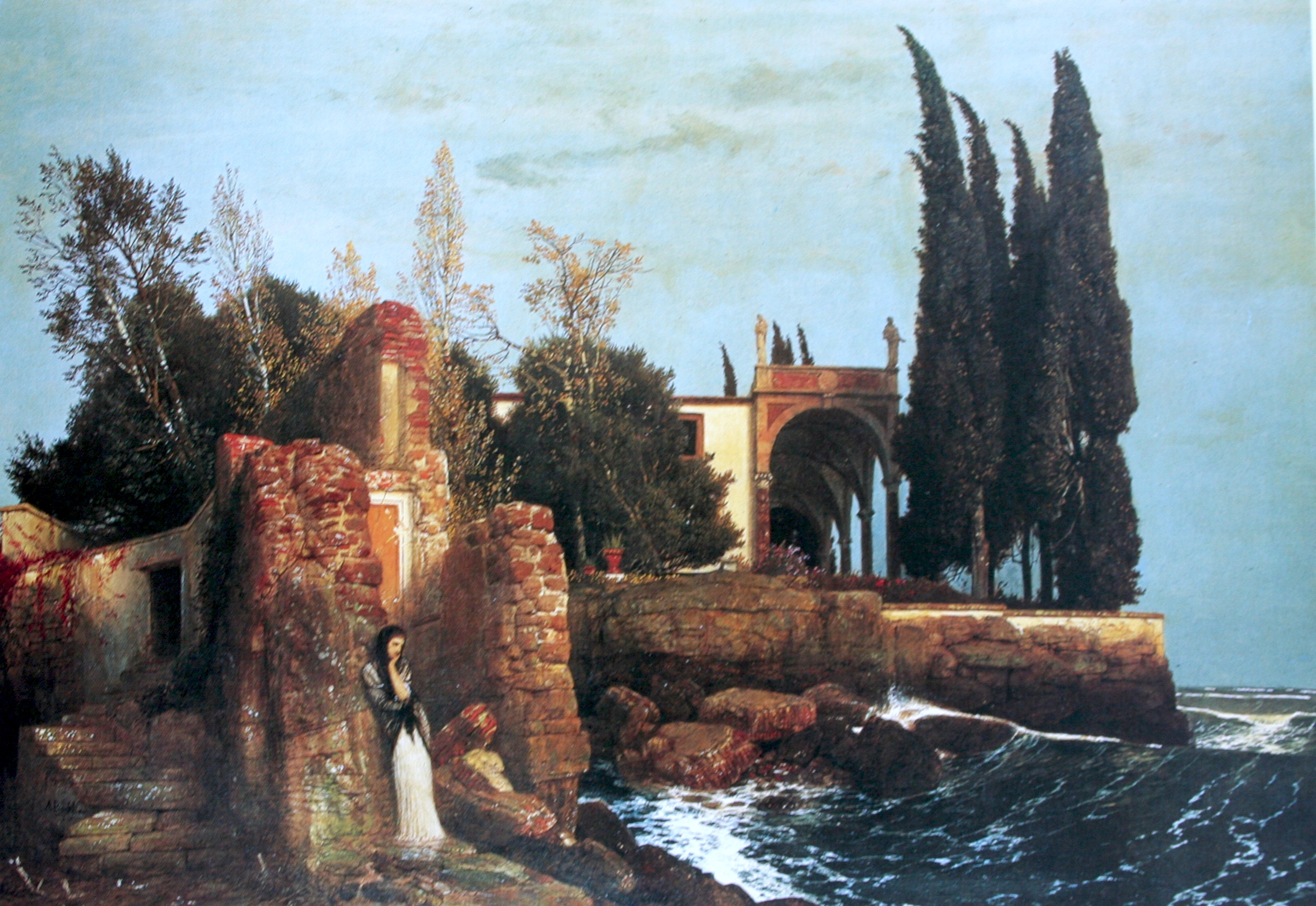
Version de 1878

## Source, notes et références
1. ↑  http://www.mahagoni-magazin.de/malerei/arnold-bocklin-%E2%80%9Avilla-am-meer-%E2%80%93-der-mensch-und-sein-meister-1863/78

- (de) Cet article est partiellement ou en totalité issu de l’article de Wikipédia en allemand intitulé « Villa am Meer » (voir la liste des auteurs).